# KFConsole
KFConsole — игровая приставка, разработанная KFC Gaming и Cooler Master. Во время первого анонса в июне 2020 года консоль считалась мистификацией, однако она была официально представлена в декабре того же года. Консоль содержит различные функции, в том числе трассировку лучей, разрешение до 4K и другие. Отличительной особенностью устройства является запатентованная «куриная камера», в которой можно хранить и подогревать курицу.

## Описание
Дизайн консоли был вдохновлён вёдрами KFC. Само устройство представляет собой полностью чёрный цилиндр с красной кнопкой питания и подсветкой спереди, на которой находится красный логотип KFConsole. Камера для приготовления курицы является выдвижным ящиком, в котором можно подогревать содержимое.

## Технические характеристики
KFConsole работает на базе Intel NUC 9 Extreme. Консоль способна использовать трассировку лучей Nvidia и разрешение 4K с поддержкой вывода 240 Гц. Также устройство поддерживает виртуальную реальность. Графика на базе Asus, очевидно, будет размещена в «первом в своём роде слоте для графического процессора», что, по мнению KFC, сделает устройство «самой мощной консолью поколения».

## Выпуск
KFConsole была официально представлена 22 декабря 2020 года. Дата релиза и цена неизвестны.